# Ladislav Kříž
Ladislav Kříž (* 28. ledna 1944, Praha) je bývalý československý atlet, sprinter a trenér.
V roce 1969 na mistrovství Evropy v Athénách získal bronzovou medaili ve štafetě na 4 × 100 metrů. O dva roky později byl na evropském šampionátu v Helsinkách členem štafety (4 × 100 m), která vybojovala zlaté medaile. Kvarteto ve složení Ladislav Kříž, Juraj Demeč, Jiří Kynos a Luděk Bohman zde zaběhlo trať v čase 39,3 sekund. Druzí skončili Poláci, třetí Italové.
Největší individuální úspěch zaznamenal v roce 1966 na mistrovství Evropy v Budapešti, kde ve finále běhu na 200 metrů skončil na pátém místě. V roce 1972 reprezentoval na téže trati na letních olympijských hrách v Mnichově, kde postoupil z úvodního rozběhu. Ze čtvrtfinále však již nepostoupil a nedoplnil Jiřího Kynose a Jaroslava Matouška, kteří naopak do semifinále postoupili. 
Atletickou kariéru ukončil v roce 1975, později působil několik let jako trenér. 